# Krybende sumpskærm
Krybende sumpskærm (Apium repens) er en plante i sellerislægten (Apium). Den regnes også af nogle til slægten Helosciadum med artsnavnet (Helosciadium repens).
I 1992 kom krybende sumpskærm på EF's habitatsdirektiv hvor det var nævnt som en bilag II-art, "hvis bevaring kræver udpegning af særlige bevaringsområder".
På den danske rødliste fra 1997 var den angivet som forsvundet fra Danmark.
I Danmark kendes den fra to lokaliteter på Fyn og hvor den i 1998 blev genfundet, men ikke set siden.
Det var i Midskov og ved Holmskov Strand på Nordøstfyn.